# The Chalice of the Gods
The Chalice of the Gods (traduzido no Brasil como O Cálice dos Deuses e em Portugal como Percy Jackson e o Cálice dos Deuses) é um livro de fantasia e aventura  baseado na Mitologia Grega e lançado em  26 de setembro de 2023 pelo autor Rick Riordan, é uma sequência direta de The Last Olimpian. A história se passa alguns anos após o fim de o último olimpiano, Percy Jackson, Annabeth e Grover Underwood têm de embarcar numa nova missão para localizar um cálice perdido.

## Enredo
Percy Jackson, agora com 17 anos está em uma nova escola chamada Alternativa High school, no fim do terceiro ano. ele é convocado para a sala da orientadora, Eudora, que se revela uma nereida, um espírito do mar. Eudora o envia para o palácio do seu pai, poseidon, através de um redemoinho d'água. Lá, poseidon avisa-o que para entrar numa faculdade ele precisa de 3 cartas de recomendação de três deuses, para conseguir as cartas, ele deve realizar três missões. Percy é enviado de volta para casa, a tempo do jantar daquela noite com annabeth( agora sua namorada) e grover, sua mãe, sally jackson e seu padrasto Paul Blofis. Percy, Annabeth e grover são abordados na manhã seguinte por Ganimedes, o copeiro de Zeus, o maior dos deuses e deus dos céus. Ganimedes lhes dá uma missão, recuperar o cálice dos deuses, um copo que pode dar imortalidade a quem beber dele, que havia sido roubado dele ou perdido.